# Kalcipos
Kalcipos är ett läkemedel som används vid kalcium- och D-vitaminbrist samt som tilläggsbehandling vid behandling med osteoporosläkemedel. Kalcipos innehåller kalcium och D-vitamin i olika mängd. Kalcipos finns i flera olika varianter och de finns att köpa på Apoteket. Produkten tillverkas i Sverige och marknadsförs av Recip.